# جوزف مک‌کارتی
جوزف ریموند "جو" مک‌کارتی (به انگلیسی: Joseph Raymond "Joe" McCarthy) ‏(۱۴ نوامبر ۱۹۰۸ – ۲ مه ۱۹۵۷) سیاست‌مدار آمریکایی بود که از ۱۹۴۷ تا زمان مرگش در ۱۹۵۷ سناتور جمهوریخواه ایالات متحده از ایالت ویسکانسین بود. از ۱۹۵۰ به بعد، او تبدیل به یکی از چهره‌های شاخص دوره‌ای شد که در آن جنگ سرد به ترس گسترده‌ای در خصوص براندازی کمونیستی دامن می‌زد.
او به خاطر این ادعا که تعداد زیادی از کمونیست‌های و جاسوسان و سمپاتهای شوروی درون دولت فدرال آمریکا و جاهای دیگر حضور دارند مشهور بود. نهایتاً تاکتیک‌های او و ناتوانیش در اثبات ادعاهایش منجر به سرزنش رسمی او از سوی سنای ایالات متحده شد.
در ۱۹۵۳ رئیس کمیته فرعی تحقیقات سنا شد. در پی متهم شدن به اعمال نفوذ به نفع یکی از همکاران خود که به خدمت نظام فراخوانده شده، سنا در ۱۹۵۴با ۶۷ رای در مقابل ۲۲ رای وی را محکوم کرد. نقش مهم او در وحشت‌افکنی از کمونیسم و کمونیست‌ها بین جامعه آمریکا باعث شد تا این نوع اقدامات به مک‌کارتیسم شهرت پیدا کنند.

## موج مک‌کارتیسم
در موج مک‌کارتیسم، روند سانسور و ممیزی آثار تلویزیونی و سینمایی آغاز شد. در پروسه ای با تشکیل دادگاه، بسیاری از هنرپیشه‌ها و کارگردانان آمریکایی به اتهام ارتباط معنایی آثار هنری خود با ایدئولوژی کمونیسم محاکمه و مجازات شدند.